# Polygala gayii
Polygala gayii är en jungfrulinsväxtart som beskrevs av Alfred William Bennett. Polygala gayii ingår i släktet jungfrulinssläktet, och familjen jungfrulinsväxter. Inga underarter finns listade i Catalogue of Life.